# 5 ventôse
5 pluviôse 5 germinal
Le quintidi 5 ventôse, officiellement dénommé jour du bouc, est le 155e jour de l'année du calendrier républicain.
C'était généralement le 23e jour du mois de février dans le calendrier grégorien.